# Włochy na Zimowych Igrzyskach Olimpijskich 1992
Reprezentacja Włoch na Zimowych Igrzyskach Olimpijskich 1992 liczyła 107 zawodników - 79 mężczyzn i 28 kobiet, którzy wystąpili w jedenastu dyscyplinach sportowych. Reprezentanci tego kraju zdobyli łącznie czternaście medali - cztery złote, pięć sześć srebrnych i cztery brązowe.
Najmłodszym włoskim zawodnikiem podczas ZIO 1992 była Anna Tabacchi (15 lat i 197 dni), a najstarszym - Maurilio De Zolt (41 lat i 150 dni).

## Medaliści
| Medal  | Zawodnicy                                                          | Dyscyplina            | Konkurencja                      |
| ------ | ------------------------------------------------------------------ | --------------------- | -------------------------------- |
| Złoto  | Alberto Tomba                                                      | Narciarstwo alpejskie | Gigant mężczyzn                  |
| Złoto  | Josef Polig                                                        | Narciarstwo alpejskie | Kombinacja mężczyzn              |
| Złoto  | Deborah Compagnoni                                                 | Narciarstwo alpejskie | Supergigant kobiet               |
| Złoto  | Stefania Belmondo                                                  | Biegi narciarskie     | 30 km stylem dowolnym kobiet     |
| Srebro | Alberto Tomba                                                      | Narciarstwo alpejskie | Slalom mężczyzn                  |
| Srebro | Gianfranco Martin                                                  | Narciarstwo alpejskie | Kombinacja mężczyzn              |
| Srebro | Marco Albarello                                                    | Biegi narciarskie     | 10 km stylem klasycznym mężczyzn |
| Srebro | Maurilio De Zolt                                                   | Biegi narciarskie     | 50 km stylem dowolnym mężczyzn   |
| Srebro | Giuseppe Puliè Marco Albarello Giorgio Vanzetta Silvio Fauner      | Biegi narciarskie     | Sztafeta mężczyzn                |
| Srebro | Stefania Belmondo                                                  | Biegi narciarskie     | Bieg łączony kobiet              |
| Brąz   | Giorgio Vanzetta                                                   | Biegi narciarskie     | Bieg łączony mężczyzn            |
| Brąz   | Giorgio Vanzetta                                                   | Biegi narciarskie     | 50 km stylem dowolnym mężczyzn   |
| Brąz   | Bice Vanzetta Manuela Di Centa Gabriella Paruzzi Stefania Belmondo | Biegi narciarskie     | Sztafeta kobiet                  |
| Brąz   | Hansjörg Raffl Norbert Huber                                       | Saneczkarstwo         | Dwójki mężczyzn                  |

## Wyniki reprezentantów Włoch

### Biathlon
Mężczyźni
- Pieralberto Carrara

sprint - 41. miejsce
- Hubert Leitgeb

sprint - 26. miejsce
- Johann Passler

sprint - 15. miejsce
bieg indywidualny - 7. miejsce
- Wilfried Pallhuber

sprint - 40. miejsce
- Gottlieb Taschler

bieg indywidualny - 44. miejsce
- Andreas Zingerle

sprint - 7. miejsce
bieg indywidualny - 17. miejsce
- Hubert Leitgeb
Johann Passler
Pieralberto Carrara
Andreas Zingerle

sztafeta - 4. miejsce
Kobiety
- Erica Carrara

sprint - 49. miejsce
bieg indywidualny - 53. miejsce
- Siegrid Pallhuber

sprint - 56. miejsce
bieg indywidualny - 38. miejsce
- Nathalie Santer

sprint - 16. miejsce
bieg indywidualny - 8. miejsce
- Monika Schwingshackl

sprint - 37. miejsce
bieg indywidualny - 57. miejsce
- Erica Carrara
Monika Schwingshackl
Nathalie Santer

sztafeta - 13. miejsce

### Biegi narciarskie
Mężczyźni
- Marco Albarello

10 km stylem klasycznym - 
Bieg łączony - 4. miejsce
30 km stylem klasycznym - 4. miejsce
- Silvio Fauner

10 km stylem klasycznym - 10. miejsce
Bieg łączony - 7. miejsce
- Gianfranco Polvara

30 km stylem klasycznym - 20. miejsce
50 km stylem dowolnym - 10. miejsce
- Giuseppe Puliè

30 km stylem klasycznym - 16. miejsce
- Alfred Runggaldier

50 km stylem dowolnym - 11. miejsce
- Fulvio Valbusa

30 km stylem klasycznym - 17. miejsce
- Giorgio Vanzetta

10 km stylem klasycznym - 7. miejsce
Bieg łączony - 
50 km stylem dowolnym - 
- Maurilio De Zolt

10 km stylem klasycznym - 58. miejsce
Bieg łączony - DNF
50 km stylem dowolnym - 
- Giuseppe Puliè
Marco Albarello
Giorgio Vanzetta
Silvio Fauner

sztafeta - 
Kobiety
- Stefania Belmondo

5 km stylem klasycznym - 4. miejsce
Bieg łączony - 
15 km stylem klasycznym - 5. miejsce
30 km stylem dowolnym - 
- Laura Bettega

30 km stylem dowolnym - 35. miejsce
- Manuela Di Centa

5 km stylem klasycznym - 12. miejsce
Bieg łączony - 10. miejsce
30 km stylem dowolnym - 6. miejsce
- Gabriella Paruzzi

5 km stylem klasycznym - 23. miejsce
Bieg łączony - 16. miejsce
15 km stylem klasycznym - 9. miejsce
30 km stylem dowolnym - 12. miejsce
- Bice Vanzetta

5 km stylem klasycznym - 28. miejsce
Bieg łączony - 20. miejsce
15 km stylem klasycznym - DNF
- Bice Vanzetta
Manuela Di Centa
Gabriella Paruzzi
Stefania Belmondo

sztafeta - 

### Bobsleje
Mężczyźni
- Günther Huber, Stefano Ticci

Dwójki - 5. miejsce
- Pasquale Gesuito, Antonio Tartaglia

Dwójki - 12. miejsce
- Pasquale Gesuito, Antonio Tartaglia, Paolo Canedi, Stefano Ticci

Czwórki - 12. miejsce
- Günther Huber, Marco Andreatta, Thomas Rottensteiner, Marcantonio Stiffi

Czwórki - 15. miejsce

### Hokej na lodzie
Mężczyźni
- Mike De Angelis, Jimmy Camazzola, Toni Circelli, Georg Comploi, David Delfino, Joe Foglietta, Robert Ginnetti, Emilio Iovio, Bob Manno, Giovanni Marchetti, Rick Morocco, Frank Nigro, Robert Oberrauch, Santino Pellegrino, Marco Scapinello, Martino Soracreppa, Bill Stewart, Lucio Topatigh, John Vecchiarelli, Ivano Zanatta, Michael Zanier, Bruno Zarrillo - 12. miejsce

### Łyżwiarstwo figurowe
Mężczyźni
- Gilberto Viadana

soliści - DNS
Pary
- Anna Tabacchi
Massimo Salvade

Pary sportowe - 15. miejsce
- Stefania Calegari
Pasquale Camerlengo

Pary taneczne - 5. miejsce
- Anna Croci
Luca Mantovani

Pary taneczne - 13. miejsce

### Łyżwiarstwo szybkie
Mężczyźni
- Alessandro De Taddei

1500 m - 30. miejsce
- Roberto Sighel

1500 m - 11. miejsce
5000 m - 14. miejsce
10 000 m - 9. miejsce
Kobiety
- Elena Belci

1500 m - 19. miejsce
3000 m - 14. miejsce
5000 m - 10. miejsce
- Elke Felicetti

3000 m - 23. miejsce
5000 m - 20. miejsce

### Narciarstwo alpejskie
Mężczyźni
- Sergio Bergamelli

gigant - 17. miejsce
- Franco Colturi

zjazd - 10. miejsce
kombinacja - 31. miejsce
- Fabio De Crignis

slalom - DNF
- Carlo Gerosa

slalom - 11. miejsce
- Kristian Ghedina

zjazd - 11. miejsce
kombinacja - 6. miejsce
- Patrick Holzer

supergigant - DNF
gigant - DNF
- Konrad Ladstätter

slalom - 21. miejsce
- Gianfranco Martin

zjazd - 14. miejsce
supergigant - 12. miejsce
kombinacja - 
- Josef Polig

supergigant - 5. miejsce
gigant - 9. miejsce
kombinacja - 
- Danilo Sbardellotto

zjazd - DNF
- Alberto Senigagliesi

supergigant - 19. miejsce
- Alberto Tomba

gigant - 
slalom - 
Kobiety
- Deborah Compagnoni

supergigant - 
gigant - DNF
- Morena Gallizio

supergigant - 23. miejsce
kombinacja - 16. miejsce
- Lara Magoni

gigant - DNF
slalom - 12. miejsce
- Barbara Merlin

gigant - 16. miejsce
slalom - 16. miejsce
- Bibiana Perez

supergigant - 13. miejsce
gigant - DNF
slalom - DNF
- Astrid Plank

slalom - DNF

### Narciarstwo dowolne
Mężczyźni
- Simone Mottini

jazda po muldach - 24. miejsce
- Walter Osta

jazda po muldach - 37. miejsce
- Paolo Silvestri

jazda po muldach - 38. miejsce
- Giorgio Zini

jazda po muldach - 43. miejsce
Kobiety
- Silvia Marciandi

jazda po muldach - 7. miejsce
- Petra Moroder

jazda po muldach - 11. miejsce

### Saneczkarstwo
Mężczyźni
- Norbert Huber

jedynki - 4. miejsce
- Oswald Haselrieder

jedynki - 7. miejsce
- Gerhard Plankensteiner

jedynki - 11. miejsce
- Hansjörg Raffl
Norbert Huber

dwójki - 
- Kurt Brugger
Wilfried Huber

dwójki - 5. miejsce
Kobiety
- Natalie Obkircher

jedynki - 19. miejsce
- Gerda Weissensteiner

jedynki - 4. miejsce

### Short track
Mężczyźni
- Orazio Fagone

1000 m - 24. miejsce
- Hugo Herrnhof

1000 m - 12. miejsce
- Orazio Fagone
Hugo Herrnhof
Bob Peretti
Mirko Vuillermin

sztafeta - 8. miejsce
Kobiety
- Marinella Canclini

500 m - 11. miejsce
- Cristina Sciolla

500 m - 22. miejsce
- Marinella Canclini
Maria Rosa Candido
Ketty La Torre
Cristina Sciolla

sztafeta - 7. miejsce

### Skoki narciarskie
Mężczyźni
- Roberto Cecon

Skocznia normalna - 37. miejsce
Skocznia duża - 32. miejsce
- Ivan Lunardi

Skocznia normalna - 22. miejsce
Skocznia duża - 7. miejsce
- Ivo Pertile

Skocznia normalna - 52. miejsce
Skocznia duża - 38. miejsce
- Roberto Cecon
Ivo Pertile
Ivan Lunardi

drużynowo - 13. miejsce